# まるマシリーズ
まるマシリーズは、喬林知による日本のライトノベルおよびそれを原作としたメディアミックス作品。イラスト担当は松本テマリ。第1巻・第2巻は角川ティーンズルビー文庫、第3巻から角川ビーンズ文庫（角川書店）より2000年11月から刊行されている。2013年3月時点でシリーズ累計部数は650万部を突破している。
『今日からマ王!』として2004年にテレビアニメ化、『今日からマのつく自由業!』として『月刊Asuka』（角川書店→KADOKAWA）にて2005年6月号より2016年9月号まで松本によるコミカライズが連載されていた。
2021年1月21日に、コミックグロウル（ブシロードクリエイティブ→ブシロードワークス）にて、再コミカライズ「今日からマ王！ S（スーパー）」の夏頃開始が告知された。告知後はイラストやSSといった関連作が掲載されていたが、本格的な連載は2022年7月29日に更新された第0話から開始。しかし、不定期なもので年単位で更新が空くこともままあった。また、コミックグロウルの2025年のリニューアルで掲載が消失、現在は閲覧できない上、単行本収録も未定である。
2006年に初のゲーム『今日からマ王! おれさまクエスト』がツーファイブよりWindows用に発売、一月後にPlayStation 2用ゲーム『今日からマ王! はじ㋮りの旅』が発売され、2007年には『今日からマ王! 眞魔国の休日』の計2本がバンダイナムコゲームスより発売されている。

## あらすじ
正義感と負けん気が人一倍つよい高校生・渋谷有利は、ある日、公園で中学時代の同級生・村田健を助けようとしたが不良高校生たちに返り討ちにあい、公衆トイレの便器に顔を突っ込まれそうになる。そして目を開けると、異世界に流されていた。自分が王の魂を持って生まれ、”眞魔国”の王であること、魔族の長として人間と戦わなければならないことを告げられ、文化や価値観の違いに戸惑いながらも、持ち前の正義感と平和主義で、新米魔王として成長してゆく。

### 本編
今日からマのつく自由業!
今度はマのつく最終兵器!
再び眞魔国に呼ばれた有利は、人間の国との戦争を防ぐために、伝説の最終兵器「モルギフ」を手に入れるべく、シマロンのヴァン・ダー・ヴィーア島へ向かう。
今夜はマのつく大脱走!
三たび眞魔国に呼ばれた有利に告げられたのは、人間の国スヴェレラに「魔王の偽者」が現れたという知らせ。
明日はマのつく風が吹く!
血盟城に「魔王の隠し子」と名乗る少女が現れる。

### カロリア編
夏休み、村田の親戚の海の家を手伝っていた有利は、眞魔国に呼ばれるが、迎えに来たコンラッドたちの様子がおかしい。すぐに地球に帰ることになったが、着いたところは人間の国・小シマロン領カロリア自治区であり、隣には村田がいた。アニメ版では第27話から第36話にあたるが、原作とは結末が異なる。
きっとマのつく陽が昇る!
いつかのマつく夕暮れに!
天にマのつく雪が舞う!
地にはマのつく星が降る!

### 聖砂国編
長年鎖国を続けてきた神族国家・聖砂国が小シマロンと交流を持つと聞きつけた有利達は、様子を調べようと小シマロンに乗り込むが、小シマロンの少年王・サラレギー、大シマロンの使者として来たコンラッドと一緒に聖砂国へ向かうことになる。
めざせマのつく海の果て!
これがマのつく第一歩!
本編の他、番外編「マ王陛下の優雅な一日」を収録。
やがてマのつく歌になる!
宝はマのつく土の中!
箱はマのつく水の底!
本編の他、番外編「マ王陛下の花嫁は誰だ!」を収録。
砂はマのつく途の先!
本編の他、番外編「恋に落ちて」を収録。
故郷へマのつく舵をとれ!
聖砂国編完結巻。略称は「くにマ」（※作者の希望）。

### 刑務所編
地球へ帰るはずが、眞魔国の真裏に位置する国・ダルコへ流されてしまった有利と村田、さらに二人を救助すべく自ら飛び込んだグウェンダルを加え、ダルコの牢獄に入れられた3人は、そこで思いがけない人物と再会し…。著者曰く意外な3人再登場編（※プリズン・ブレイク編→刑務所編）。
前はマのつく鉄格子!
本編の他、番外編「鏡の中のグレタ」（アニメ版93話の元ネタ）、「月をぼくらのてのなかに」（同第92話の元ネタ）を収録。
後はマのつく石の壁!

### 番外編
読みきりの短編を収録。タイトルは縦書き。
閣下とマのつくトサ日記!?
ギュンターが書いた日記が出版されることになって……。番外編3篇を収録。うち「じゃじゃクマならし」はアニメ18話の元ネタ、「ロメロとアルジェント」はアニメ89話の元ネタ。タイトルは土佐日記から。
息子はマのつく自由業!?
渋谷家が舞台の番外編3篇を収録。うち「弟」はアニメ42話の元ネタ。
今日からマ王!?
原作者がマアニメ人気にあやかろうと、アニメのタイトルに似せている。
眞&マ国より愛をこめて
眞魔国創国の英雄で初代魔王の眞王とその軍師・大賢者にまつわるエピソードを中心に番外編7篇を収録。うち書き下ろしの「彼はまだ還らない」は、本編聖砂国編の後日談で次作への序章も兼ねている（作者曰く「本編15.5」）。

### 外伝
お嬢様とは仮の姿!
舞台は第2次世界大戦中のドイツ。表向きはお嬢様、本業はトレジャーハンターであるエイプリル・グレイブスは、ナチスに奪われた祖母ヘイゼル・グレイブスの遺品（鏡の水底）を取り返すよう依頼を受ける。箱の調査を進めるうちにエイプリルは、箱の鍵の持ち主と名乗るナチス将校のリヒャルト・デューターと知り合う。
シリーズ中唯一タイトルにマがつかない。

## 登場人物

### 主要人物

#### レギュラーキャラクター
声はアニメの、演は舞台でのそれぞれ配役。
渋谷有利（しぶや ゆうり）
声 - 櫻井孝宏 / 幼少 - かないみか / 演 - 聖也（2013年、2015年）、小西成弥（2016年）
本作の主人公。ボストン生まれ、埼玉県育ち。眞魔国27代目魔王かつグレタの養父。黒目黒髪。眞魔国にいる間は学ランに似せた服を着用している。お人好しで正義感が強く、いささか無鉄砲な高校生。熱血野球少年で少々短気、一度暴走し始めたら自分でも止められない性格。本人は自覚がないがカリスマ性がある。主なあだ名は「渋谷有利原宿不利」。気が高ぶると時代劇口調で成敗を下す「上様モード」状態と化す。決まり文句は「命を奪うのは本意ではないが、已むを得ぬ、おぬしを斬る！」。成敗の際には何らかの形で必ず正義の二文字がつく。父親の影響により無類の野球好きで、西武ライオンズの大ファン。特に伊東勤は尊敬の対象であり、松平健も好き。青系のものが好き。草野球チーム（ダンディ・ライオンズ）のオーナーで監督兼キャプテン。筋肉に対して執着し、自分も筋肉質体型になろうと努力中。
前世は三大魔女の1人（スザナ・ジュリア）であり、眞魔国で同性にちやほやされるのはそのせいであった。最近、魂の記憶が混在し、傲慢な思考や口調が出てきている様子。コンラッドから貰った青い魔石の首飾りを肌身離さず大事に着けている。
『このライトノベルがすごい！』男性キャラクター部門では2006年版で7位を獲得している。
ウィレム･デュソイエ･イーライ･ド･モルギフ
声 - 櫻井孝宏
通称モルギフ。正式名称が長い魔剣。鞘の部分に付いている顔は、どことなくムンクの叫びやスクリームに似ている。生き物の命が食糧である。額には当人の心臓に当たる魔石が埋め込まれている。元は眞王の所有物だった。「ア〜」や「ウ〜」と唸り声を上げる。村田曰く、昔と今とでは姿が変わっているらしく、真の姿がある。女好きの一説あり。
ウェラー卿コンラート
声 - 森川智之 / 幼少 - 恒松あゆみ / 演 - 加藤慶祐（2013年）、輝馬（2015年）、渡辺和貴（2016年）
ツェリの次男。通称コンラッド。ダークブラウンの髪、薄茶に銀の虹彩を散らした瞳。有利の名付け親。2つの世界事情に通じている数少ない人。普段の軍服はカーキ色で、正装時の軍服は白色である。ギャグセンスと魔力は全くない。昔も今も人望は厚い。女の嗜好は幅広く、魚人姫とも付き合っていた。責任感が強く、部下や兄弟思いの優しい性格。軍人時代はヨザックの直属の上司だった。派手さはないが、かなり端整。
本編から遡ること17年前、アメリカへ飛ばされロドリゲス達と出会う。お嬢様にもリンクしている。剣の腕前は父親譲りであり、現在国内最強レベル。かつてはウィンコット家の剣術指南役だった。
かつてイングラスに滅ぼされた大陸の三王家の末裔である。自らを交換条件の人質となることで、ベラール二世殿下と取引している。ダルコでの騒動を経て、眞魔国に帰国する。
『このライトノベルがすごい！』男性キャラクター部門では2006年版で9位を獲得している。
フォンビーレフェルト卿ヴォルフラム
声 - 斎賀みつき / 演 - 樋口裕太
ツェリの三男。春生まれの82歳。母親譲りの緑色の目をした、ウィーン少年合唱団OBのような金髪美少年。父親譲りのわがままな一方、男らしい性格。渾名は「わがままプー（プリンス）」。炎術が得意。（自称）有利の婚約者。寝相と鼾は悪魔のようらしい。乗り物酔いしやすい体質。瞳の色以外は眞王にそっくり。叔父（声 - 小山力也）を尊敬している。飾りの多い青い軍服を纏っている。温室育ちで激しい選民意識を持ち、人間を嫌っていた。周りからよく騙され易く、兄弟の中では一番母親を慕っている。
フォンヴォルテール卿グウェンダル
声 - 大塚明夫 / 演 - 兼崎健太郎
ツェリの長男。ヴォルテールの現領主兼摂政。強面かつ寡黙な皮肉屋。常日頃眉間に皺が寄っている。黒に近い濃灰色の髪に青い目。深緑の軍服を纏っている。地術の練達者。冬生まれ。小さくて可愛いものと国と家族を愛している。精神統一と言い張っては、編みぐるみ（「編みもの」+「ぬいぐるみ」）を作っている。アニシナには頭が上がらない実験台。部下や領民にも慕われている。デンシャムとは仲が良い。彼の左目には、地の災害を操る能力がある。
フォンクライスト卿ギュンター
声 - 井上和彦 / 演 - 寿里（2013年）、小谷嘉一（2015年、2016年）
眞魔国王の補佐役にして、有利の教育係。アニシナの実験台（2人目）。グウェンダルに負けず劣らずの苦労人。自他共に認める双黒フェチ。スミレ色の瞳に長い銀髪の美男。興奮すると汁（鼻血など）を出す。（本来）文武両道で才色兼備である。酒を飲むとすぐに脱衣して下着を頭に被って踊り狂うらしい（ギーゼラ談）。作家も兼任している（妄想日記が3冊あり、うち2冊は一般流通されている）。音痴。20年以上前は兵学校の教官だった。
雑誌では、ヴォルフラムと並び女装率が高い。
村田健（むらた けん）
声 - 宮田幸季 / 演 - 鳥越裕貴（2013年）、輝山立（2015年）、反橋宗一郎（2016年）
通称ムラケン。有利とは中二・中三の時に同級であり、現在は有名私立進学校・星城高校に通っている｡体術を通信講座でこっそり習っている。年齢に合わない古いネタ（その上昭和世代のものが多い）をたびたび披露する。かなりの腹黒で、口達者は母親譲り。
双黒の大賢者の生まれ変わりで、4000年前から今までの全ての記憶を持つ。前世は香港在住のクリスティン（AV女優）、更にその他にもスペインのパン職人・ヴェネチアのパン屋・古代エジプトのミイラ製作職人・十字軍の兵士など様々な遍歴を持つ。語学に堪能。3000年以上前、最初の大賢者が2つの箱を抱えて地球に逃避して以来、地球で転生を繰り返している。眞王のことが嫌い。
両親は仕事で忙しく会話の少ない家庭だが、単に完全放任主義なだけである。鍵っ子。有利の母の美子とも意気投合している。有利とはカツアゲ事件以降親しくなり、現在はダンディライオンズのマネージャー。（出会いはもっと前）東京大学A判定で、全国模擬試験2位の秀才。ソフト開発と株の取引を行い、儲けている（勝利談）。原作やドラマCDの最後に有利とタッグを組んで“ムラケンズ”として出演。時には、渋谷勝利との“メガネーズ”も不規則に登場。
2000年ほど前、シマロンにジェネウスとして転生、記憶の中にある眞王に奉仕するため「白い鴉」を作った。渋谷家とは偶に食事を共にする仲。カロリア編の間のみ、金髪である。

#### 眞魔国三大魔女
眞魔国内で桁外れの魔力を持つ女性陣を指し、3人とも仲が良い。作中では、ツェリ様・アニシナ・ジュリア。
フォンシュピッツヴェーグ卿ツェツィーリエ
声 - 勝生真沙子 演 - 小野麻亜矢
眞魔国第26代魔王で、3児の母親。通称・ツェリ（様）。グラマラスで、恋多き美人。現在は自由恋愛旅行中。時折ムチを持っては、美熟女戦士と化す。三大魔女の中では最年長の様子。モルギフに咬まれた唯一の人。
フォンカーベルニコフ卿アニシナ
声 - 高山みなみ
多くの肩書きを持つ小柄な女性にして、稀代のマッド・マジカリスト。（自称）毒女。赤い髪と青い瞳。眞魔国の繁栄には非常に一途。常に魔動装置（魔力で動く機械）の発明をし、グウェンダルやギュンターを実験台にしている。雄鶏が一番苦手で、ヒューブのことが大嫌い。魔術、毒物学、文学、女性の立場向上運動、日常生活の質の向上、拳闘、格闘とグウェンダルの観察にしか興味がない（本人談）。女尊男卑を目指す少々偏り気味な思想家。女性には優しく、男性には厳しく接する。グウェンダルにとっては恐怖の対象でありながら憎めない幼馴染、グレタにとっては尊敬、ヨザックにとっては正に理想のタイプである。毒女アニシナシリーズや罠女シリーズの作者。字が汚い。
フォンウィンコット卿スザナ・ジュリア
声 - 水野理紗
本編開始時点で既に故人。体術と治癒魔術に長けている、ギーゼラの直属の上司。おてんば・負けず嫌い・熱血漢な性格で、来世の有利に似たところが多い。有利が（主に眞魔国の）同性にチヤホヤされるのは彼女が女性であることに起因している。アニシナとは親友であり、彼女に女子力（物理）な所も教えた様子。盲目だが、光と影は判別できる。戦時中多くの人々を救い、殉死（?）する。前線へ赴くコンラッドに、自分の魔石（青色の首飾り）を託す。
ヴォルフラムの教育係。彼女の血には、「鏡の水底」を操る能力があった。20年程前、自分の生まれ変わりと会っている。青い目、水色の髪に一房のみ白が入っている。

#### その他眞魔国の人々
フォンシュピッツヴェーグ卿シュトッフェル
声 - 石塚運昇
ツェリの兄。ツェリが魔王在位中は摂政として政治の実権を握っていた。人間嫌いでやたらと人間の国との間に戦争を起こした張本人。有利にも取り入ろうとしたが失敗する。権力に固執し自分が気に入らないものを消したがる傾向は、眞王の父親に似ている。
グリーセラ卿ゲーゲンヒューバー
声 - 平田広明
グウェンダルの父方の従兄弟で、魔笛捜索として約20年間国外追放されていた。ある実験によって左目を失っている。容貌はグウェンダルと似ているが、20年ほど老けているらしい。1児の父親。愛称ヒューブ。
グリエ・ヨザック
声 - 竹田雅則 / 幼少 - 斉藤貴美子 / 演 - 進藤学
眞魔国敏腕諜報部員。通称・お庭番（時々グリ江）。魔族と人間のハーフで大シマロン生まれ。父親譲りのオレンジ髪と青い瞳。魔力は無く、コンラッドとは同年代の幼馴染で戦友。元リメリック隊出身で、後にルッテンベルク師団に所属。ツェリ様在位中の頃は、波乱と苦難に満ちた人生だった（※両親から実質捨てられ、13歳まで家畜以下の扱いを受けてきたから）。現在はグウェンダルの部下。洞察力に長けている、女装好き。アニシナに一目惚れして以来、彼女が大好き（しかも彼女の実験台になりたがっている）。母親は強気かつずぼらな娼婦（らしい）。ダンヒーリーを心底尊敬している。すばらしい上腕二頭筋の持ち主。聖砂国編では、ユーリを庇い片足を犠牲かつ自我のない状態のまま、眞魔国へと連れ戻される。その後原作公式ファンブックに記載された番外編にて、意識を取り戻す。
グレタ
声 - くまいもとこ
滅亡したゾラシア皇国の皇女で、現在は眞魔国の王女。10歳前後の様子。故国が滅びる前に、母（イズラ）により、母親の母国（スヴェレラ）に人質として送られた。ヒューブに懐いている。血盟城のみんなからは愛されているが、男性陣を不安がらせてもいる。半年間カヴァルケードに留学している。アニシナを尊敬、愛読書も「毒女アニシナ」シリーズである。自称・罠女候補生その1。ギーゼラにも懐き、軍曹も目指している(?)。
フォングランツ・アーダルベルト
声 - てらそままさき / 演 - 下村尊則
ジュリアの婚約者。自称、人間側にも魔族側にも属さない男。十貴族出身。私怨によって魔族を恨み、眞魔国を捨てた魔族。粗野で豪快なだけで、真面目さや実直さはみじんもない。金髪碧眼のケツアゴマッチョ。魔力を捨てて、法力を得ている。料理が得意で、酒癖が悪い。気に入った対象にはとことん執着する、しつこい男（ヨザック談）。洞察力はない。
フォンクライスト卿ギーゼラ
声 - 田口宏子
ギュンターの養女で、治癒魔術に長けている。焦げ茶色の髪に、緑の目と青白い肌の美人。普段は優しく穏やか。有事の際には、言動が過激な状態となり、部下から｢軍曹殿｣と呼ばれている。本来は士官クラス。ジュリアを心底敬愛、彼女の最期を看取った。
リリット・ラッチー・ナナタン・ミコタン・ダカスコス
声 - 松山鷹志
眞魔国の兵士。通称ダカスコス。よくギーゼラにこき使われている苦労人。些細なことからギュンターの出家に付き合わされ、体中の毛を剃られたものの意外と気に入り、現在もスキンヘッドのまま。グウェンダルの有能な秘書（妻:アンブリン）には頭が上がらない。1児の父親で、魔力はない。母親譲りの収集癖あり。
ウルリーケ
声 - ゆかな
床に流れるほど長い銀髪に、見た目は幼女な言賜巫女。実は800歳以上。魔力が強く、言動が子供っぽい。
フォンカーベルニコフ卿デンシャム
声 - 緑川光
アニシナの兄。カーベルニコフの現領主。赤い髪と青い瞳、少々小柄。商才に長けている。金銭と鳥類（特に鶏）をこよなく愛し、何羽もの鶏を飼っている。財産目当てに妹に縁談を持ち込んだが、グウェンダルの介入で無為に終わる。妹曰く「才能もなく端整ではない」。
ダンヒーリー・ウェラー
声 - 堀内賢雄
コンラッドの父親かつ、ルッテンベルクの初代本領主。左腕に刺青を彫られて追い出された大陸三王家の子孫。享年89。人間の国々では、大陸三王家の子孫として、またその人柄と武人としての能力で広く尊敬されている。若い頃は息子とともに人間の土地を旅行し、魔族と縁を持ったがために迫害されている人々を眞魔国に連れて帰り、自分の領地に住ませていた。もともと旅が好きだった様子。
エーフェ
声 - 新野美知
かなりの古株らしい厨房係。ツェリ曰く「頬が桃色で可愛らしい風貌」。料理が得意で、コンラッドと親しい。護衛隊に恋人がいる。2人姉弟の模様。月に一度の妄想集会に顔を出している。
フォンウィンコット卿リンジー
声 - 三瓶由布子
ジュリアの兄(?)の息子。ジュリア亡き後、一族では血が最も濃い。初登場時は12歳で、外見年齢は人間の3歳児ほど（※カロリア編の時点）。ウィンコットの毒を解くことができる。
フォンウィンコット卿デル・キアスン
声 - 宮野真守
ジュリアの弟にして、次期跡取り。非常に家族思いかつ、姉以上の熱血漢。選民思想は全く持ち合わせていない。コンラッドを慕っている一方、アーダルベルトのことが大嫌い。
眞王
声 - 三木眞一郎
約4000年前に世界中を脅かしていた創主との戦いを指揮し、後に眞魔国初代国王となった人物。謎が多い、金髪碧眼の美男子。父親はとある国王、母親は踊り子。大賢者とは『箱』の対処方法において喧嘩別れとなったが、本当は彼に対して執着している。わがままかつ好戦的な性格で父親譲りの女好き（?）。自由恋愛主義。父親のやり方が気に食わず、家出した。
双黒の大賢者
声 - 佐々木望
眞王の有能な参謀として働き、唯一彼とタメ口をきける青年。眞王の言葉のために、魂の記憶が消えることなく転生を繰り返している。黒髪･黒目は母親譲り。実は眞王の異母弟（?）。眞王の暗殺に乗りかかった直後、頭を打って記憶を失い、以後彼と行動を共にする。

#### 人間の国の人々
ヒスクライフ
声 - 大川透 / 演 - 赤星昇一郎
『今度は㋮のつく最終兵器!』で登場。ヒルドヤードの郊外の町（ミッシナイ）に住む商人。もとはカヴァルケード王の長男であったが、ヒルドヤードの商家（エヌロイ家）の一人娘と恋に落ち王室を出奔。ヒルドヤードの歓楽街では、温泉経営者。いつもカツラを被っているスキンヘッド。
ベアトリス
声 - 下屋則子 / 演 - 千紗子
ヒスクライフの娘にして、カヴァルケードの次期王位継承者。 グレタとは仲が良い。初登場時は6歳。
ニコラ
声 - 増田ゆき
『今夜は㋮のつく大脱走!』で登場。ヒューブと恋に落ち、現在1児の母親。
フリン・ギルビット
声 - 鷹森淑乃
カロリア編で登場。小シマロン領カロリア自治区領主の妻→独立国カロリアの主。夫の事故死以降は、夫に成りすましカロリアを治めていた。夫と国を愛するあまり、ウィンコットの毒を大シマロンに渡し、毒の使い手として有利を大シマロンに売ろうとした。かなづちで料理下手（?）。姉御肌で、20歳前後の様子。
ナイジェル・ワイズ・マキシーン
声 - 麦人
小シマロンの軍人。サラレギーの忠実な僕。髪型は刈り上げたポニーテール。不死身（アーダルベルト談）。食べ物に意地汚く、女運が悪い。カロリア編のあと失脚し、聖砂国編でアーダルベルトの養女となる。
サラレギー
声 - 石田彰
大シマロンの属国、小シマロンの王。17歳。金色の瞳とホワイトゴールドの長髪美少年。15歳で即位し、若く聡明な君主として名をはせている。狡猾で腹黒。父親は小シマロン王（ギルバルト）。母親の気遣いによって聖砂国を追われた。暗闇の中でも物が見えるが、明るい所は苦手で、サングラスをかけている。

#### 地球の人々
渋谷勝利（しぶや しょうり）
声 - 小西克幸 / 幼少 - 國立幸
有利より5歳上の兄で、一橋大学の学生。石原慎太郎を心酔している故に、将来は東京都知事になりたがっている。弟を溺愛している上にギャルゲーマニア。弟と仲のいい魔族の面々を毛嫌いしている。父親に似た垂れ目。ボブの後継者。
渋谷美子（しぶや みこ）
声 - かかずゆみ
渋谷家妻女にして、2児の母親かつ最強の人。旧姓：本沢（もとざわ）。少女趣味を持ちながら、学生時代はハマのジェニファーの通り名で知られたフェンシング選手。フェリス女学院出身。好奇心旺盛で何事にも動じない。息子たちには「ママ」と呼んでもらいたい。若そうに見えて40歳を超えている。ロバート・デ・ニーロ、アル・パチーノ、ケビン・ベーコンなどのファン。22歳の時、7歳上の姉は婚活していた。
渋谷勝馬（しぶや しょうま）
声 - 辻谷耕史
渋谷家大黒柱にして、2児の父親。地球産魔族で、ボブの部下。金融市場の支配をもくろむ怪しげなグローバル銀行員。興奮状態の妻に弱い。
ボブ
声 - 土師孝也
地球産魔族で地球の現魔王。勝馬の上司。複数の会社を経営するビジネスマン。語学に堪能で、謎が多い人。ロバート・デ・ニーロにそっくり。コンラッドに寒いギャグを吹き込んだ張本人。
ホセ・ロドリゲス
声 - 藤原啓治
ボブの部下であり、ニューメキシコ州エルサワイヨでは小児科医。浅黒い肌にドレッドヘアが印象的。コンラッドとムラケンの理解者であり、特にムラケンを可愛がっている。甘党かつ親日家。クリスティンとは浅からぬ関係がある模様。ガンダムシリーズの大ファン。

#### 眞魔国にいる生物
骨飛族（こつひぞく）
骸骨にコウモリの羽をつけた姿の、魔族。愛称（?）・コッヒー。血盟城では雑務を行い、眞魔国にはかなり多い。詩人。壊れても土に埋めない限り何度でも修復できる。時々部品が余る。脱皮をする際も同様に骨を余らせたりするらしく、それらは昔から子供のおもちゃとして親しまれている。彼らはかなり離れていても仲間間での意思疎通ができる。原作ではこれを利用して骨の一部（骨牌）を使った通信も行われている。強い恐怖に晒されると大集団で群体を形成して凶暴化したり、羽が生え代わる時期は飛行不能になったりする。
骨地族（こつちぞく）
骨飛族の亜属。略称コッチー。土に埋もれている。墓場の土がお気に入りでさらされるのも好き。墓場に埋もれていると、たまに躯と間違われる。雑食だが、コッヒーとコッチーが食べたものはどこへ行くのかは、誰にも分からない。
骨魚族（こつぎょぞく）
骨飛族の亜属。別名「骨魚どん」。希少動物で、見ると骨密度がアップするらしい縁起物。幼魚は金魚に似ている。
アオ
有利の愛馬（メス）。心臓を二つ持つ、青毛の駿馬。生まれた時からずっとコンラッドが育ててきた。
ノーカンティー
　コンラッドの愛馬（メス）。毛並みは榛色。
エンギワル鳥
声 - 森川智之、大塚明夫
眞魔国の天然記念物である鳥。別名・極楽鳥。羽は青く、尾っぽはオレンジ色で長い。その名のとおり「エンギワル〜」と鳴く。ガヤに近いにもかかわらず、声優陣からは気に入られている様子。
砂熊（すなくま）
声 - 浪川大輔
『今夜は㋮のつく大脱走!』で登場。見た目は手足の長い可愛いパンダ。家族単位で砂漠の地下深くに住んでいる。何頭かいるうちの一頭は、動物好きの兵士・ライアンと恋に落ち、ケイジと名づけられ共に暮らす。
地獄極楽ゴアラ（じごくごくらくゴアラ）
声 - 松山鷹志
『明日は㋮のつく風が吹く!』で登場。見た目は巨大なコアラ。好みの木にぶら下がっている時は可愛らしい。一度木から降りると獰猛な肉食獣と化し、凄まじい形相で襲い掛かってくる。好みの枝を見るとぶら下がれずにはいられない。ラバカップ（声 - 小西克幸）とはライバル関係、妻（声 - 高山みなみ）がいる。
クマハチ
女王クマハチ - くじら
番外編『じゃじゃクマならし』で登場。眞魔国の天然記念動物。見た目は、こげ茶のテディベア+蜂の模様と羽と触角をくわえた姿で、ヒグマと同じくらいのサイズ（水に浸して増えたミニクマハチは子供が両手で抱えられるサイズ）｡ノギスと鳴き、女王は人語を話す。抱っこしながら眠りたい動物No.1。血盟城にある迎賓館の地下が産卵場所。彼らの親は有利とヴォルフラム。現在は遠方へ旅立っているが、一年後には産卵場所に戻ってくる。糞は絵の具の原材料となる。最初のタイトルは「ノギスの墓」だった。主食は言いにくいものらしい。
Tぞう
声 - 斉藤貴美子
カロリア編で登場。顔面に白くTと書いてあるメスの羊。ンモシカシテェェと鳴き、鳴き声で仲間の羊たちを意のままに動かせる。毛の下には666と書かれている。男前な性格。
魚人族（ぎょじんぞく）
魚の体に人間の手足が生えた魔族。オスは「魚人殿」、メスは「魚人姫」とも呼ばれる。幼年期は魚の姿であり、成長すると手足が生える。

### ゲストキャラクター

#### 本編
ブランドン
国境近くの難民の村に住む少年。コンラッドとは仲が良い。
湖畔族の少女
声 - 川澄綾子
有利に飲み水を差し出し、彼が水の魔術を使える切っ掛けを作った原因の人（?）。
シュバリエ
ツェリの従者にして、正体は彼女に一目惚れした第25代魔王。カロリア編ではツェリの依頼で「箱」運び隊に加わる。ツェリの前では恥ずかしさのあまり無口だが、居ないところではファンファンに負けぬ饒舌家。金髪碧眼なマッチョ男。在位中はツェリ様の気を引くためなら何でもした。
ルイ・ビロン
声 - 島田敏
ヒルドヤードの歓楽街で風俗店を経営する男。未成年の少女達を売春婦として雇ったり、偽札作りをしたりと悪事を重ねていた。赤いイセエビがお気に入りの模様。趣味は珍獣の収集（地獄極楽ゴアラ等）。髪型が金八先生に似ている。
イズラ & ニナ
声 - 後藤邑子（イズラ）、寺田はるひ（ニナ）
2人ともルイ・ビロンの店で働いていた少女たちであり、売春婦をさせられていた。イズラは足が速く、本当は郵便配達人になりたかった。ニナは勉強が好きで、本当は教師になりたいと思っている。
ステファン・ファンバレン
声 - 山崎たくみ
ツェリの(現在の)彼氏。通称ファンファン。根っからの商人かつ、女に対してよくクサい台詞を吐く。

#### カロリア編
アフロ以下の人物はアニメには登場しない。
キーナン
声 - 西村朋紘
眞魔国出身の男で弓術の名手。人相が悪く三白眼。20年程前戦地で行方不明になった兄を捜し続けており、兄の情報を得ようとコンラッドの腕＝箱の鍵を手土産に小シマロンへ渡る。のちに刑務所編で兄と再会する。
アフロ
フリンの父親。国を持たない傭兵養成機関『平原組』の長。カロリアの実権を得ようと娘を嫁がせた。名前は髪型に因んでいる。語尾は「〜であろー」。
山脈隊長
囚人輸送船に乗せられていた傭兵部隊の長。『平原組』出身（部下も）で、フリンを慕っている。いつも膝の上にテリーヌを載せ語りかけている。2m前後の長身。
テリーヌ
山脈隊長から愛されている頭蓋骨。実は骨飛族の一部。
ジェイソン&フレディ
声 - 本多陽子（ジェイソン）、矢作紗友里（フレディ）
神族の双子姉妹。強い法力を持ち、マキシーンに買われ連れ回されていた。後に有利達に救われ聖砂国に帰るが、故郷の外の世界を知ったがために、収容所に入れられる。お調子者。
ベラール四世陛下
声 - 釘宮理恵
実権を伯父のベラール二世殿下に握られている、大シマロン現国王。伯父とは犬猿の仲。痩せた体に派手な衣装をまとい、声は美少女アニメキャラのようなマッシュルームカットのおっさん。

#### 聖砂国編
イェルシー
声 - 甲斐田ゆき
聖砂国皇帝。サラレギーの双子の弟。風貌が人形めいている。異国の言語を翻訳する・死者を自由に操ることができる。従順な弟のふりをした、兄に負けず劣らずの野心家。マザコン。
ベネラ / ヘイゼル・グレイブス
声 - 京田尚子
聖砂国の奴隷たちのリーダー。前者は聖砂国での呼称であり、後者が本名。1936年のある日、箱の力で地球から飛ばされてきた。エイプリルの祖母。言動がキビキビとしたお婆ちゃん。死期が近い様子。来孫（アビー）とは水繋がりで会っている。アメリカ生まれではない。名付けにはこだわり、しかもジュール・ヴェルヌがお気に入り。
アビゲイル・グレイブス
声 - 桑島法子
エイプリルの曾孫であり、風貌が彼女に似ている。ボブを訪ねて来日していた所、成田空港で勝利と出会い、以後行動を共にする。愛称アビー。少々アナクロな日本通で、チアリーダーとライフセーバーの資格を持つトレジャーハンター。ボブとも面識がある。
アラゾン
声 - 島本須美
聖砂国前皇帝で、サラレギーとイェルシーの母親。死産だったサラレギーを自らの命を削って蘇らせる。

#### 刑務所編
ラナタンダルコの刑務所「誰が呼んだか地獄の一丁目、アッ・パシリ三丁目監獄」の女所長。風貌が横浜のジェニファーに似ている。語尾に「の」を付ける。
鷹目
地下懲罰房に20年以上収容されている囚人。嘘が上手く、「相手を信用させるコツは自分をも信じさせること」が持論。実は眞魔国の弓手で、戦時中、軍服を着た少年を射たことを悔いている。

### 外伝の登場人物

#### お嬢様とは仮の姿!
エイプリル・グレイブス
巨大事業出身のアメリカ娘。1920年生まれの18歳。焦げ茶色の髪に青灰色の目。祖母の後継者として裏稼業（トレジャーハンター）と「鏡の水底」の所有権を引き継ぐ。ダイアンとは仲良し従姉妹な関係。勝気な性格で、貧乳かつずんどう体型。数年後にはリチャードと結婚、さらに50年後(?)には慈善事業の理事として飛び回っている。
リヒャルト・デューター
ヒトラー直属の親衛隊員で、中尉。1911年ドイツ生まれの27歳。茶髪で薄茶に銀の光を散らした瞳。愛称リチャード。百年以上前に死んだ祖先の決して腐らない左腕をいつも持ち歩いている。シマロンに国を滅ぼされ湖に身投げして、1798年の地球にたどり着いたローバルト･ベラールの子孫（コンラッドの遠戚、容姿と性格は彼に似ている）。同僚のヘムルートとは犬猿の仲。終戦後アメリカへ亡命、エイプリルと結婚する。
アンリ・レジャン
フランス人医師。温和で物腰穏やか。40歳を超えている様子。クリスティンの前世。温和な性格は表面上だけで、本当は極度の人間不信。エイプリルたちが「鏡の水底」を湖に沈めた後、別の場所へ移動しようとして避難民船に乗っていたところを軍が誤爆、箱と共に太平洋に沈んだ。
DT
エイプリルのパートナーであり、素性が謎なアジア人。30歳を超えている既婚者（妻：コーリィ）。ヘイゼルやボブとも面識がある。全ての飛行機械を扱える。後に子供4人、孫6人、曾孫を儲けた（※長男はマイケル、クリスティンは家出娘、DTJは孫）。
ヘムルート・ケルナー
ヒトラー直属の親衛隊員で、中尉。金髪碧眼の嫌味な性格で、人妻好きなのにエイプリルに惚れていた。リチャードとは犬猿の仲。
ベンヌヴォート・ホルバート
グレイブス家の有能な執事にして、2児の父親。冷静沈着かつ生真面目な性格で、ヘイゼルからの信頼は厚く、エイプリルとも仲が良い。彼も裏稼業に詳しい。次男とダイアンの駆け落ちを機に本家を出て、隠居する。
ダイアン・グレイブス
エイプリルより2歳上の従姉。金髪碧眼の美人で、極度のお人好し。エリート弁護士と結婚するも、ベンヌヴォートの次男と駆け落ちする。1918年生まれ。
クリスタル･グレイブス
エイプリルの孫娘兼後継者にして、（後の）アビーの母親。ヘイゼルの玄孫。結婚する前コンラッドと出会う。DT一家とは交流が深い様子。

### アニメオリジナルキャラクター
レイヴン
声 - 松本保典
シュトッフェルの側近にして、彼の数少ない理解者（?）。シュトッフェルやツェリとは幼馴染でもあり、密かに彼女を慕っている。
エリザベート
声 - 折笠富美子
レイヴンの姪で、ヴォルフラムの元許嫁。経緯は虫を追い払おうとした際に頬を叩いたことだった。ヴォルフラムと互角以上に渡り合うほどの剣の使い手で炎の魔術を使う。去年のミス眞魔国優勝者。
ドリア、ラザニア、サングリア
声 - 加藤英美里（ドリア）、仲西環（ラザニア）、櫻井浩美（サングリア）
血盟城で働いているメイド3人組。いつも3人一緒に行動している。ドリアは金髪カールの女の子で赤いメイド服を、ラザニアは赤いショートカットの女の子で緑のメイド服を、サングリアは緑の長髪でメガネをかけていて、青いメイド服を着用している。エーフェとも仲が良い様子。彼女たち3人とも、思考が腐女子に近い。
登場人物に女子率が低いから、彼女達を登場させたらしい（面出明美・談）。
アルフォード・マキナー
声 - 伊藤健太郎 / 幼少 - 浅井晴美
聖剣を持つ青年。父親（声 - 石丸博也）は若い頃、コンラッドに何度も挑んでは負けている。コンラッドに対してのみ態度が違う（敬語口調）。世間知らずで単純な性格。
ベルマ
声 - 浅川悠
ドラゴンのいる保護地域で、密猟を謀った女。現在はアーダルベルトの部下。
ポチ
声 - 斎賀みつき / 成長後：松山鷹志
竜の谷に住んでいるドラゴンの子供。ある事件がきっかけで有利たちに懐く。別名「リースエール」。成長が早い。
グリーセラ・エルンスト
声 - 増田ゆき
ヒューブとニコラの長男。愛称エル。魔力の強いハーフ。骨飛族やポチ（リースエール）とも仲良し。
アントワーヌ・ジャン・レピエール
声 - 浪川大輔
フランシア王国の王様。情けない性格で小心者。珍しいもの、新しいものが大好き。眞魔国と大シマロンの間で揺れ動くが、最終的には大シマロンの圧力を自らの意思で跳ね返した。
ライラ
声 - 長沢美樹
アントワーヌの側近の女性剣士→王妃。彼の代わりに国政を一手に引き受け、影に日向に国を守ってきた。
オンディーヌ
声 - 川澄綾子
ウルリーケの前の言賜巫女。眞魔国に来て間もない有利に会い、水を差し出した。その後2期で有利と再会する。彼女も見た目は幼女。
セラフィーヌ
声 - 梅田貴公美
オンディーヌの姉。言賜巫女になれずに妹と仲違いしていた。禁忌の箱を開けさせないために、鍵となる人物の抹殺を図っていた。見た目はおばあちゃん。
エアハルト・ウィンコット
声 - 真殿光昭
フォンウィンコット家の創設者。眞王に仕え、ウィンコットの毒を発明した。眞魔国建国の書物も記している。彼の血を引く者の血液が鏡の水底の鍵である。眞魔国が出来る以前に、強大な魔動装置「ダイケンジャー」を製造した。
クリステル・ウィンコット
声 - 加瀬康之
エアハルトの弟。鏡の水底と共に地球にやってきた、地球産魔族の先祖である。熱血漢。
ルーファス・ビーレフェルト
声 - 斎賀みつき
眞王の従兄弟でフォンビーレフェルト家の創設者。炎の魔術が得意。彼の血を引く者の心臓が凍土の劫火の鍵である。
ドラマCDでは、家を継ぐため男装した女性であり、眞王を慕っている様子。
ジークベルト・ヴォルテール
声 - 大塚明夫
フォンヴォルテール家の創設者。眞王に仕え、彼からの信頼も厚い。地の魔術が得意。彼の血を引く者の左眼が地の果ての鍵である。ルーファスとは幼馴染かつ腐れ縁。
ローレンツ・ウェラー
声 - 森川智之
ベラール家の反乱までシマロン大陸を治めていた、ウェラー家の人間。眞王のよき協力者。魔力はないが剣が得意。戦いの後、故郷に戻った。彼の血を引く者の左腕が風の終わりの鍵である。時々、「反応が遅い」と大賢者にツッコミをいれられることもあった。
ベラールⅡ世
声 - 中多和宏
シマロン大陸の広大な国土と強大な軍事力を持つ人間の国、大シマロンを統治する王。狡猾な野心家で、4つの禁忌の箱と鍵を集めて人間による世界統一を成し遂げようとする。モデルはベラール二世殿下。
ウェラー家から王位を簒奪したベラールⅠ世と酷似している。正体不明の黒い影に意識を奪われ、廃人同様になり、ランジールに退位させられた。
ランジールⅡ世
声 - 高木渉
ベラールⅡ世の甥。失政が続いた上、統治能力を失ったベラールⅡ世を強制的に退位させた上、有力な王位継承者を次々と排除して王位に付いた。前王ベラールⅡ世同様に世界統一を考えている。白い鴉を操っているつもりで利用されていた、典型的な小物ヒール。家臣達の反対を押し切って眞魔国に攻め入ろうとするが呆気なく敗退した上、王位継承者を粛清した事が露見し、国内での支持を急速に失っていく。モデルはベラール四世陛下（※風貌と声は全く異なる）。
ベリエス
声 - 東地宏樹
サラレギーに仕える男であり、アラゾンの弟。剣・弓・法術を得意とする。コンラッドと同等の実力者。々は金髪・金色の目→緑に変えている。
ゲラルト
声 - 斉藤次郎
小シマロンの将軍で警備担当責任者。ランジールⅡ世と内通しており、眞魔国と同盟を結んだサラレギーに反逆し王位を奪い取ろうとするが失敗して捕われた。
ジェネウス
声 - 佐々木望
強力な法術使い。かつて大賢者の転生の過程で「白い鴉」を作り上げた男（ジェネウス）の記憶をもとに、アラゾンによって作られたコピー。法力の供給がなければ無に還る。

## 用語
異世界（いせかい）
（主に）有利が地球から行き来する世界。発達レベルは中世ヨーロッパほどであり、住んでいる人たちも全員欧米人風である。誰でも簡単に行き来できるわけではない（※眞王は例外であり、自分の魔力でならほかの誰かを行き来させることができる）。
眞魔国（しんまこく）
異世界に存在する魔族の国。魔王直轄地と十貴族の領地に分かれている。だだっ広いハウステンボスな雰囲気。また、東洋系の顔立ちは大変な美形扱いされる。正式名称は偉大なる眞王とその民たる魔族に栄えあれ、ああ世界のすべては我等魔族から始まったのだということを忘れてはならない。創主たちをも打ち倒した力と叡智と勇気をもって魔族の繁栄は永遠なるものなり王国。
魔王（まおう）
眞魔国の国主。世襲&身分などは関係なく眞王が勝手に決めていくものである。現在、第24代魔王までには〇〇王の諡（おくりな）が作中に登場している。かつては獅子王、厳格王、首狩り王、流血王など物騒な名前が多かった。一度王を輩出した家には、その王の徽章が代々受け継がれる。
双黒（そうこく）
黒髪黒眼の者のこと。異世界では非常に珍しい存在である。眞魔国では敬われ、位も十貴族よりも高い。約4000年前は、博識な民族としてひっそり暮らしていた。人間の国では黒は不吉だとされる一方で不老不死の秘薬になる（※根拠のない噂）。
十貴族（じゅっきぞく）
フォンビーレフェルト、フォンヴォルテール、フォンクライスト、フォンウィンコット、フォンシュピッツヴェーグ、フォンカーベルニコフ、フォングランツ、フォンギレンホール、フォンロシュフォール、フォンラドフォードといった十の領主一族のこと。有事の際には軍人として働き、国政への影響も強い。選民思想の強い者が多い（※平等思考を持つ者もいるが）。創主を屠った一族たちではない。
魔族（まぞく）
異世界では眞魔国で暮らす種族で、人間より5倍も体の成長が遅い（※成長速度には個人差あり）。人によっては魔力を持っている。何故か美形が多い。ハーフ（のほとんど）は魔力がなく、人間の国では隔離される。
地球では人間に混ざって暮らす種族であり、多少何らかの分野で秀でていたり、やや長寿なだけで､外見も能力も人間と大差ない。自覚症状もほとんどない。
魔術（まじゅつ）
魔族のみが持つ能力。四大元素の要素と盟約を結ぶことによって、操る事が出来る｡命文を口にせずに粒子を操るのは難しい｡人間の土地では使えない（使えても疲労が大きい）。魔力のこもった石には、超常現象が起こり得る。
神族（しんぞく）
異世界に存在する種族。最初の祖先の一人は神の血を授かって生まれたとされている。生まれつき強大な法力を持つものが多い。白に近い金髪に黄金色の目かつ、双子が非常に多い。長寿な種族だが、成長速度が遅いわけではない。ハーフであっても高い法力を持つものが多いため、人間の国では"商品"扱いされている。
法術（ほうじゅつ）
人間が『何か』を願ったり、修行を経たりして身につける力。神族には、法術を操る強い法力を生まれ持つものも多い。法力のこもった石は、なぜか女子供にしか掘れない。
創主（そうしゅ）
かつて異世界で破壊の限りを尽くした存在。複数おり、謎が多い。
アニメ版では4000年以上前、眞王の魔力とモルギフの力の前に破れ封印された。その後眞王を蝕んでいたが、有利達によって倒された（負の感情の集合体）。
禁忌の箱
かつて眞王が創主を封印した「地の果て」「風の終わり」「凍土の劫火」「鏡の水底」の4つの箱のこと。鍵とは四大元素の災害を操る者のことであり、賢者の独断によって決められた4人の体の一部に封じられ、その一族が魂とともに代々継承する。箱と鍵は対になっている。鍵の一族は、それぞれ順にヴォルテール、ベラール（現ウェラー）、ビーレフェルト、ウィンコットである。「風の終わり」の鍵は最初のひとつのため、他の箱にもそれなりに作用する。パンドラの箱に似ているが、それ以上に性質の悪いものである。

## 評価
三村美衣は『おすすめ文庫王国2002年度版』における「今年の収穫ベストテン」ファンタジー部門の5位として取り上げ、「そこはかとないボーイズラブとオヤジギャグが同居した独特のノリが、少女向けのビーンズ文庫で異彩を放っている」と紹介し、主人公の少年が魔王に任命されるという粗筋には創意が見られないことを指摘しつつも、「意表を突く設定や遊び、キャラクターの掛け合いが楽しい」と高く評価した。

## 既刊一覧

### 小説
- 喬林知（著）・松本テマリ（イラスト）、角川書店〈角川ティーンズルビー文庫→角川ビーンズ文庫[注 2]〉、既刊22巻（2009年12月26日現在）
本編（全4巻）
  1. 『今日からマのつく自由業!』2000年12月1日初版発行（11月30日発売[28]）、ISBN 4-04-442001-7
    - 角川ビーンズ文庫版：2001年10月1日初版発行（9月29日発売[29]）、ISBN 4-04-445201-6

  2. 『今度はマのつく最終兵器!』2001年5月1日初版発行（4月27日発売[30]）、ISBN 4-04-442002-5
    - 角川ビーンズ文庫版：2001年10月1日初版発行（9月29日発売[31]）、ISBN 4-04-445202-4

  3. 『今夜はマのつく大脱走!』2001年12月1日初版発行（11月30日発売[32]）、ISBN 4-04-445203-2
  4. 『明日はマのつく風が吹く!』2002年3月1日初版発行（2月28日発売[33]）、ISBN 4-04-445204-0

カロリア編（全4巻）
  1. 『きっとマのつく陽が昇る!』2002年10月1日初版発行（9月28日発売[34]）、ISBN 4-04-445206-7
  2. 『いつかマのつく夕暮れに!』2003年1月1日初版発行（2002年12月27日発売[35]）、ISBN 4-04-445207-5
  3. 『天にマのつく雪が舞う!』2003年6月1日初版発行（2003年5月30日発売[36]）、ISBN 4-04-445208-3
  4. 『地にはマのつく星が降る!』2003年7月1日初版発行（6月28日発売[37]）、ISBN 4-04-445209-1

聖砂国編（全7巻）
  1. 『めざせマのつく海の果て!』2004年4月1日初版発行（3月31日発売[38]）、ISBN 4-04-445211-3
  2. 『これがマのつく第一歩!』2004年10月1日初版発行（9月30日発売[39]）、ISBN 4-04-445213-X
  3. 『やがてマのつく歌になる!』2005年1月1日初版発行（2004年12月28日発売[40]）、ISBN 4-04-445214-8
  4. 『宝はマのつく土の中!』2005年9月1日初版発行（8月31日発売[41]）、ISBN 4-04-445215-6
  5. 『箱はマのつく水の底!』2006年5月1日初版発行（4月28日発売[42]）、ISBN 4-04-445216-4
  6. 『砂はマのつく途の先!』2007年12月1日初版発行（11月30日発売[43]）、ISBN 978-4-04-445218-6
  7. 『故郷へマのつく舵をとれ!』2008年6月1日初版発行（2008年5月31日発売[44]）、ISBN 978-4-04-445220-9

刑務所編（全2巻）
  1. 『前はマのつく鉄格子!』2009年1月1日初版発行（2008年12月27日発売[45]）、ISBN 978-4-04-445221-6
  2. 『後はマのつく石の壁!』2010年1月1日初版発行（2009年12月26日発売[46]）、ISBN 978-4-04-445222-3

番外編
  1. 『閣下とマのつくトサ日記!?』2002年6月1月初版発行（5月31日発売[47]）、ISBN 4-04-445205-9
  2. 『息子はマのつく自由業!?』2004年5月1日初版発行（2008年4月28日発売[48]）、ISBN 4-04-445212-1
  3. 『今日からマ王!?』2006年1月1日初版発行（2008年11月30日発売[49]）、ISBN 4-04-445217-2
    - 限定版：2006年11月15日発売[50]、ISBN 4-04-900782-7

  4. 『眞マ国より愛をこめて』2008年7月1日初版発行（6月28日発売[51]）、ISBN 978-4-04-445219-3

外伝
  - 『お嬢様とは仮の姿!』2003年10月1日初版発行（9月30日発売[52]）、ISBN 4-04-445210-5

### 小説・合本版
- 喬林知（著）・六七質（イラスト）、角川書店→KADOKAWA〈角川文庫〉、既刊5巻（2014年1月25日現在）
  1. 『今日からマ王! 魔王誕生編』2013年3月23日発売[53]、ISBN 978-4-04-100739-6
  2. 『今日からマ王! 魔王彷徨編』2013年4月25日発売[54]、ISBN 978-4-04-100778-5
  3. 『今日からマ王! 地球過去編』2013年7月25日発売[55]、ISBN 978-4-04-100948-2
  4. 『今日からマ王! カロリア編』2013年12月25日発売[56]、ISBN 978-4-04-101154-6
  5. 『今日からマ王! カロリア編 II』2014年1月25日発売[57]、ISBN 978-4-04-101178-2

### 漫画
- 喬林知（著）・松本テマリ（作画） 『今日からマのつく自由業!』 角川書店→KADOKAWA〈あすかコミックスDX〉、全21巻
  1. 2005年12月21日発売[58]、ISBN 4-04-853912-4
  2. 2006年7月21日発売[59]、ISBN 4-04-853974-4
  3. 2007年4月24日発売[60]、ISBN 978-4-04-854087-2
  4. 2007年12月20日発売[61]、ISBN 978-4-04-854141-1
  5. 2008年4月24日発売[62]、ISBN 978-4-04-854166-4
  6. 2008年9月24日発売[63]、ISBN 978-4-04-854241-8
  7. 2009年3月21日発売[64]、ISBN 978-4-04-854303-3
  8. 2009年9月24日発売[65]、ISBN 978-4-04-854376-7
  9. 2010年3月19日発売[66]、ISBN 978-4-04-854443-6
  10. 2010年9月22日発売[67]、ISBN 978-4-04-854533-4
  11. 2011年2月24日発売[68]、ISBN 978-4-04-854591-4
  12. 2011年7月21日発売[69]、ISBN 978-4-04-854666-9
  13. 2012年1月24日発売[70]、ISBN 978-4-04-120101-5
  14. 2012年5月23日発売[71]、ISBN 978-4-04-120261-6
  15. 2012年11月20日発売[72]、ISBN 978-4-04-120468-9
  16. 2013年3月22日発売[73]、ISBN 978-4-04-120653-9
  17. 2013年10月26日発売[74]、ISBN 978-4-04-120856-4
  18. 2014年5月26日発売[75]、ISBN 978-4-04-121076-5
  19. 2015年1月26日発売[76]、ISBN 978-4-04-102216-0
  20. 2015年9月26日発売[77]、ISBN 978-4-04-103435-4
  21. 2016年10月26日発売[78]、ISBN 978-4-04-103436-1

### 関連書籍
イラスト集
- 『松本テマリ イラスト集 マ Illustrations』2009年4月8日初版発行（同日発売）、ISBN 978-4-04-854297-5
- イラスト集 番外編『コマルマ』

データ集
- 『マ本 Maru-ma Series Official Fan Book』2010年4月24日初版発行（4月22日発売）、ISBN 978-4-04-854464-1

## ドラマCD
角川通販限定として発売。
- 今日からマのつく自由業!
- 裏マ3部作（今度マ、今夜マ、明日マ;）
- 閣下とマのつくラブ日記!?
- 裏マDX!
- マ王降誕☆すぺしゃる
- 今日からマ王! 聖砂国DX!（前後編）

## テレビアニメ
NHKBS2及びNHK教育テレビ（Eテレ）にて『今日からマ王!』（きょうからマおう!）のタイトルで第3シリーズまで放送された。フルハイビジョン規格で制作されているが、初回放送時のBS2の衛星アニメ劇場は第2シリーズまで4:3画角での放送だった。以降の放送はEテレ（再放送）を含めハイビジョン制作。特にEテレのアナログ放送ではレターボックスサイズで放送していた。
海外でも、アニマックス韓国、香港、台湾MOMO親子台、およびアメリカ合衆国Imagine Asian TVで放送されている。

### 放送時期
- NHK BS2
  - 第1シリーズ 2004年4月3日 - 2005年2月12日（全39話） 毎週土曜 9:00 - 9:25
  - 第1シリーズ再放送 2008年6月16日 - 2009年3月16日（40話まで）毎週月曜 24:00 - 24:25
  - 第2シリーズ 2005年4月2日 - 2006年2月25日（全39話） 毎週土曜 9:00 - 9:25
  - 第3シリーズ 2008年4月3日 - 2009年2月19日（全39話） 毎週木曜 23:00 - 23:25
- NHK教育
  - 第1シリーズ 2005年3月9日 - 12月14日（全41話） 毎週水曜 24:00 - 24:25
  - 第2シリーズ 2006年4月6日 - 12月14日（全37話） 毎週木曜 24:00 - 24:25
  - 第3シリーズ 2009年4月11日 - 2010年1月9日（全39話） 毎週土曜 9:25 - 9:50
- NHK BShi
  - 第1シリーズ 2009年4月3日 - 2010年2月12日（全39話） 毎週金曜 19:00 - 19:25
  - 第2シリーズ 2010年2月19日 - 2010年3月26日 毎週金曜 19:00 - 19:25 / 2010年3月30日 - （全39話） 毎週火曜 18:00 - 18:50

### スタッフ
- 原作 - 喬林知[8]
- キャラクター原案 - 松本テマリ[8]
- 監督 - 西村純二[8]
- シリーズ構成 - 面出明美[8]
- キャラクターデザイン - 工藤裕加[8]
- コンセプトデザイン - 青木智由紀、小坂知、岡崎智凱、宮脇謙史
- 美術監督 - 小山俊久[81]
- 色彩設計 - 松本真司[81]
- 撮影監督 - 近藤慎与、下崎昭
- 音楽 - 吉川洋一郎[81]
- 音響監督 - なかのとおる、高寺雄→高寺たけし
- 音響効果 - 倉橋静男
- プロデューサー - 柴田裕司[81]（第3シリーズは表記無し）
- アニメーション制作 - スタジオディーン[8]
- 共同制作 - 総合ビジョン[81]
- 制作著作 - NHK[81]

### 主題歌
オープニングテーマ
「果てしなく遠い空に」（第1シリーズ - 第2シリーズ）
作詞 - 坂本タカノリ / 作曲 - 太田タケヒロ / 歌・演奏 - THE STAND UP
「世界よ笑え」（第3シリーズ）
作詞 - 吉田旬吾 / 作曲・編曲 - 宅見将典 / 歌 - 吉田旬吾 with M-Tone
エンディングテーマ
「ステキな幸せ」（第1シリーズ）
作詞 - 坂本タカノリ / 作曲 - 太田タケヒロ / 歌・演奏 - THE STAND UP
「ありがとう〜」（第2シリーズ）
作詞・歌 - BON'Z / 作曲 - IKKI / 編曲 - ha-j
「Going」（第3シリーズ）
作詞・作曲・歌 - 吉田旬吾 / 編曲 - 宅見将典

### 評価
第28回アニメグランプリではグランプリ作品部門で2位、男性キャラクター部門で渋谷有利が3位、コンラッドが3位、ヴォルフラムが6位、村田健が17位、女性キャラクター部門ではアニシナが4位、シュリアが20位、アニメソング部門では「果てしなく遠い空に」が3位、「ありがとう〜」が4位をそれぞれ獲得している。第29回アニメグランプリではグランプリ作品部門で12位を獲得している。第31回アニメグランプリではグランプリ作品部門で18位を獲得している。
2006年度読者が選ぶアニメキャラ大賞では「セクシーだったDE賞」でツェリが8位、「明るかったDE賞」で渋谷有利が8位、「ワガママだったDE賞」でヴォルフラムが2位をそれぞれ獲得している。

### 各話リスト
| 話数          | サブタイトル                 | 脚本              | コンテ         | 演出         | 作画監督                                                    | 初回放送日    |
| first season  | first season                 | first season      | first season   | first season | first season                                                | first season  |
| ------------- | ---------------------------- | ----------------- | -------------- | ------------ | ----------------------------------------------------------- | ------------- |
| 第1話         | 流されて異世界               | 面出明美          | 西村純二       | 西村純二     | 堀越久美子                                                  | 2004年 4月3日 |
| 第2話         | 決闘!美少年VS野球少年        | 田中哲生          | 西村純二       | 林有紀       | 徳田夢之介                                                  | 4月10日       |
| 第3話         | 渋谷有利! 俺がマ王だ         | 根元歳三          | こでらかつゆき | 柳瀬雄之     | なかじまちゅうじ                                            | 4月17日       |
| 第4話         | 今度は最終兵器!?             | 面出明美          | こでらかつゆき | 吉田俊司     | 江森真理子                                                  | 4月24日       |
| 第5話         | セーラー服ときかん坊         | 岡田麿里          | 御神崎海       | 御神崎海     | かどともあき                                                | 5月1日        |
| 第6話         | 人喰いマ剣・モルギフの恐怖?  | 時村尚            | 山本秀世       | 小倉宏文     | 飯飼一幸                                                    | 5月8日        |
| 第7話         | 暴走?迷走?魔剣発動!          | 根元歳三          | こでらかつゆき | 林有紀       | なかじまちゅうじ 外崎春雄 山元浩 桜井正明 柳瀬雄之 芝美奈子 | 5月15日       |
| 第8話         | 月下の陰謀                   | 面出明美          | 下平律         | 下平律       | 江森真理子                                                  | 5月22日       |
| 第9話         | 盗まれた秘宝                 | 時村尚 面出明美   | こでらかつゆき | 早川啓二     | 坂巻貞彦                                                    | 5月29日       |
| 第10話        | 迫り来る魔の手!              | 根元歳三          | 山本秀世       | 古川政美     | 徳田夢之介                                                  | 6月5日        |
| 第11話        | 次元のむこうで戦争がはじまる | 岡田麿里          | こでらかつゆき | 吉田俊司     | 中杉徹                                                      | 6月12日       |
| second season |                              |                   |                |              |                                                             |               |
| 第12話        | 愛と宿命の鎖                 | 岡田麿里          | 林有紀         | 林有紀       | 柳瀬雄之                                                    | 6月26日       |
| 第13話        | 花嫁と有利とグウェンダル     | 田中哲生 面出明美 | こでらかつゆき | 岡嶋国敏     | 波風立流                                                    | 7月3日        |
| 第14話        | 有利、重労働す               | 面出明美          | こでらかつゆき | 橋本敏一     | 小松信                                                      | 7月10日       |
| 第15話        | 砂漠に降る雨                 | 面出明美          | 早川啓二       | 早川啓二     | 坂巻貞彦                                                    | 7月17日       |
| 第16話        | マ王捕物控!                  | 根元歳三          | こでらかつゆき | 則座誠       | 江森真理子                                                  | 7月24日       |
| 第17話        | 私、再婚します               | 岡田麿里          | ボブ白旗       | 古川政美     | 柳瀬雄之                                                    | 8月28日       |
| 第18話        | その愛のために               | 田中哲生          | 山本秀世       | 吉田俊司     | かどともあき                                                | 9月4日        |
| 第19話        | 勇者VSマ王 前編              | 面出明美          | こでらかつゆき | 林有紀       | 波風立流                                                    | 9月11日       |
| 第20話        | 勇者VSマ王 後編              | 面出明美          | こでらかつゆき | 下司泰弘     | 武内啓                                                      | 9月18日       |
| 第21話        | 危険な訪問者                 | 根元歳三          | こでらかつゆき | 岡嶋国敏     | 近藤優次                                                    | 9月25日       |
| 第22話        | 運命の男                     | 岡田麿里          | 早川啓二       | 早川啓二     | 坂巻貞彦                                                    | 10月2日       |
| 第23話        | 炎のレース                   | 田中哲生          | 室谷靖         | 室谷靖       | 柳瀬雄之                                                    | 10月9日       |
| 第24話        | 許されざる者                 | 面出明美          | 下平律         | 吉田俊司     | かどともあき                                                | 10月16日      |
| 第25話        | 過去と未来                   | 面出明美          | ボブ白旗       | 古川政美     | 江森真理子                                                  | 10月23日      |
| third season  |                              |                   |                |              |                                                             |               |
| 第26話        | 巡る命の果てで               | 面出明美          | 西村純二       | 岡嶋国敏     | 徳田夢之介                                                  | 10月30日      |
| 第27話        | コンラッドの腕               | 根元歳三          | 早川啓二       | 早川啓二     | 坂巻貞彦                                                    | 11月6日       |
| 第28話        | 凶悪な再会                   | 岡田麿里          | こでらかつゆき | 林有紀       | かどともあき                                                | 11月13日      |
| 第29話        | 戦慄の序章                   | 田中哲生          | 室谷靖         | 室谷靖       | 徳田夢之介                                                  | 11月20日      |
| 第30話        | 禁じられた箱                 | 根元歳三          | こでらかつゆき | 山本秀世     | 石川智美                                                    | 11月27日      |
| 第31話        | 地の果て                     | 根元歳三          | ボブ白旗       | 吉田俊司     | 山下喜光                                                    | 12月4日       |
| 第32話        | 鍵をかけられた記憶           | 岡田麿里          | 林有紀         | 林有紀       | 江森真理子                                                  | 12月11日      |
| 第33話        | 激走!雪ゾリレース            | 田中哲生          | 早川啓二       | 早川啓二     | 坂巻貞彦                                                    | 12月18日      |
| 第34話        | 熱闘コロシアム!?             | 面出明美          | こでらかつゆき | 古川政美     | かどともあき                                                | 2005年 1月8日 |
| 第35話        | 雪降る大地                   | 面出明美          | ボブ白旗       | 岡嶋国敏     | 波風立流                                                    | 1月15日       |
| 第36話        | さらばコンラッド             | 面出明美          | 室谷靖         | 室谷靖       | 大久保修                                                    | 1月22日       |
| 第37話        | 箱の行方                     | 面出明美          | 玉野陽美       | 山本秀世     | 石川智美                                                    | 1月29日       |
| 第38話        | ギュンターVSコンラッド       | 根元歳三          | 早川啓二       | 早川啓二     | 坂巻貞彦                                                    | 2月5日        |
| 第39話        | 君の名はマ王                 | 岡田麿里          | ボブ白旗       | 吉田俊司     | 波風立流                                                    | 2月12日       |

| 話数          | サブタイトル          | 脚本         | 絵コンテ     | 演出         | 作画監督            | 初回放送日    |
| first season  | first season          | first season | first season | first season | first season        | first season  |
| ------------- | --------------------- | ------------ | ------------ | ------------ | ------------------- | ------------- |
| 第40話        | 絆のために            | 田中哲生     | 西村純二     | 岡嶋国敏     | 江森真理子 桜井正明 | 2005年 4月2日 |
| 第41話        | コンラッドの帰還      | 面出明美     | 林有紀       | 林有紀       | かどともあき        | 4月9日        |
| 第42話        | 遠い約束              | 面出明美     | 古川政美     | 古川政美     | 桂木杏              | 4月16日       |
| 第43話        | 血盟城ベビーパニック! | 根元歳三     | 林有紀       | 白石道太     | 波風立流            | 4月23日       |
| 第44話        | 幻の少女              | 岡田麿里     | 早川啓二     | 早川啓二     | 坂巻貞彦            | 4月30日       |
| 第45話        | 許婚VS婚約者          | 田中哲生     | 西村純二     | 吉田俊司     | 徳田夢之介          | 5月7日        |
| 第46話        | 森の巫女              | 根元歳三     | 林有紀       | 林有紀       | かどともあき        | 5月14日       |
| 第47話        | いのちの証            | 岡田麿里     | ボブ白旗     | 岡嶋国敏     | 桂木杏              | 5月21日       |
| 第48話        | 逆襲、大シマロン!     | 根元歳三     | 古川政美     | 古川政美     | 波風立流            | 5月28日       |
| 第49話        | 獅子と狼              | 岡田麿里     | ボブ白旗     | 高橋順       | 石川智美            | 6月4日        |
| 第50話        | 我が愛しきジュリア    | 田中哲生     | 三田浩二     | 白石道太     | 徳田夢之介          | 6月11日       |
| 第51話        | 復讐鬼?マキシーン     | 根元歳三     | 早川啓二     | 吉田俊司     | かどともあき        | 6月18日       |
| 第52話        | 大地立つコンラート    | 岡田麿里     | ボブ白旗     | 岡嶋国敏     | 波風立流            | 6月25日       |
| 第53話        | 前略、ユーリ陛下      | 田中哲生     | 林有紀       | 林有紀       | 桂木杏              | 7月2日        |
| 第54話        | 聖剣と魔剣・前編      | 面出明美     | 古川政美     | 古川政美     | 臼田美夫            | 7月9日        |
| 第55話        | 聖剣と魔剣・後編      | 面出明美     | 林有紀       | 林有紀       | かどともあき        | 7月16日       |
| second season |                       |              |              |              |                     |               |
| 第56話        | 動き出す影            | 根元歳三     | 西村純二     | 白石道太     | 波風立流            | 8月27日       |
| 第57話        | 闇から来た魔物        | 田中哲生     | 藤原良二     | 古川政美     | 桂木杏              | 9月3日        |
| 第58話        | 混沌の王              | 岡田麿里     | ボブ白旗     | 吉田俊司     | 徳田夢之介          | 9月10日       |
| 第59話        | 魔族、地球へ          | 根元歳三     | 西村純二     | 鎌倉由実     | 臼田美夫            | 9月17日       |
| 第60話        | お兄ちゃんの悩み      | 田中哲生     | 古川政美     | 古川政美     | かどともあき        | 9月24日       |
| 第61話        | もう一人の魔王        | 岡田麿里     | 林有紀       | 林有紀       | 波風立流            | 10月1日       |
| 第62話        | 託された希望          | 面出明美     | 藤原良二     | 岡嶋国敏     | 桂木杏              | 10月8日       |
| 第63話        | 対決!王VSコッヒー軍団 | 根元歳三     | 西村純二     | 吉田俊司     | 臼田美夫            | 10月15日      |
| 第64話        | 雪ギュンター再び      | 田中哲生     | 古川政美     | 古川政美     | 桂木杏              | 10月22日      |
| 第65話        | 白銀を往く者          | 岡田麿里     | 山本秀世     | 山本秀世     | 石川智美            | 10月29日      |
| 第66話        | 想う力                | 面出明美     | 林有紀       | 林有紀       | かどともあき        | 11月19日      |
| third season  |                       |              |              |              |                     |               |
| 第67話        | 明日に架ける橋        | 田中哲生     | 鎌倉由実     | 鎌倉由実     | 桂木杏              | 11月26日      |
| 第68話        | 栄光の時代            | 面出明美     | 藤原良二     | 岡嶋国敏     | 波風立流            | 12月3日       |
| 第69話        | 守るべきもの          | 根元歳三     | 古川政美     | 古川政美     | 臼田美夫            | 12月10日      |
| 第70話        | 忘れられた民          | 岡田麿里     | 林有紀       | 林有紀       | 徳田夢之介          | 12月17日      |
| 第71話        | お兄ちゃん大暴走      | 田中哲生     | 西村純二     | 吉田俊司     | かどともあき        | 2006年 1月7日 |
| 第72話        | 封じられしもの        | 面出明美     | 藤原良二     | 岡嶋国敏     | 桂木杏              | 1月14日       |
| 第73話        | 闇の鼓動              | 面出明美     | 古川政美     | 古川政美     | 波風立流            | 1月21日       |
| 第74話        | 真実の支配者          | 面出明美     | 林有紀       | 林有紀       | 臼田美夫            | 1月28日       |
| 第75話        | 太陽と月              | 面出明美     | 藤原良二     | 吉田俊司     | 藤井まき            | 2月4日        |
| 第76話        | 暗闇の中で            | 面出明美     | 鎌倉由実     | 鎌倉由実     | 桂木杏              | 2月11日       |
| 第77話        | 魔王降臨              | 面出明美     | 西村純二     | 林有紀       | かどともあき        | 2月18日       |
| 第78話        | (マ)た会う日まで      | 面出明美     | 西村純二     | 西村純二     | 工藤裕加            | 2月25日       |

※公式HPでの表記。
| 話数         | サブタイトル           | 脚本              | 絵コンテ          | 演出             | 作画監督                | 初回放送日    |
| first season | first season           | first season      | first season      | first season     | first season            | first season  |
| ------------ | ---------------------- | ----------------- | ----------------- | ---------------- | ----------------------- | ------------- |
| 第1話        | マ王、再び             | 面出明美          | 西村純二          | 元永慶太郎       | 森本浩文                | 2008年 4月3日 |
| 第2話        | マ王の条件             | 面出明美          | 西村純二          | 神保昌登         | 河南正昭                | 4月10日       |
| 第3話        | マ王の決意             | 面出明美          | 西村純二          | まつもとよしひさ | 鈴木光司                | 4月17日       |
| 第4話        | グレタとユーラム       | 根元歳三          | 鈴木芳成          | 吉田俊司         | ウクレレ善似郎          | 4月24日       |
| 第5話        | ライラの結婚           | 西村純二          | 小坂春女          | 則座誠           | 森本浩文                | 5月1日        |
| 第6話        | 潜入!大シマロン        | 面出明美          | 鈴木芳成          | 筑紫大介         | 鈴木彩子 ウクレレ善似郎 | 5月8日        |
| 第7話        | 宴の夜に               | 面出明美          | 加藤洋人          | 中村里美         | 長屋侑利子              | 5月15日       |
| 第8話        | 囚われのマ王           | 面出明美          | ボブ白旗          | 浅見松雄         | 山崎輝彦                | 5月22日       |
| 第9話        | 黒のジェネウス         | 面出明美          | 西村純二          | 神保昌登         | 森本浩文                | 5月29日       |
| 第10話       | コンラッドとギュンター | 根元歳三          | 藤原良二          | まつもとよしひさ | 杉本光司                | 6月5日        |
| 第11話       | 花嫁はアニシナ!?       | 根元歳三          | 加藤洋人          | 吉田俊司         | 加藤洋人                | 6月12日       |
| 第12話       | 勇者と三本の剣         | 根元歳三          | 加藤敏幸          | 則座誠           | ウクレレ善似郎          | 6月19日       |
| 第13話       | 小シマロン王サラレギー | 根元歳三          | 藤原良二          | 五月女有作       | 佐々木敏子 水谷麻美子   | 6月26日       |
| 第14話       | 水に映る月             | 山口亮太 面出明美 | 福田道生          | 高林久弥         | 河南正昭 鈴木彩子       | 7月3日        |
| 第15話       | 風の子守歌             | 山口亮太 面出明美 | 高林久弥          | まつもとよしひさ | 菊永千里                | 8月7日        |
| 第16話       | ウィンコットの遺産     | 山口亮太 面出明美 | 加藤敏幸          | 木村崇裕         | 花輪美幸                | 8月14日       |
| 第17話       | 小シマロンへの招待     | 面出明美          | 西村純二 加藤洋人 | 吉田俊司         | 河南正昭                | 8月21日       |
| 第18話       | 二人の王               | 根元歳三          | ボブ白旗          | 高本宣弘         | 番由紀子                | 8月28日       |
| 第19話       | 王の守護者             | 面出明美          | 小坂春女 西村純二 | 五月女有作       | 佐々木敏子 水谷麻美子   | 9月4日        |
| 第20話       | 友のために             | 根元歳三          | 高林久弥          | 浅見松雄         | 山崎輝彦                | 9月11日       |
| 第21話       | 苦い別れ               | 根元歳三          | 鎌倉由実          | 筑紫大介         | ウクレレ善似郎          | 9月18日       |
| final        |                        |                   |                   |                  |                         |               |
| 第22話       | 円卓の人々             | 岡田麿里          | 西村純二          | 木村崇裕         | 服部憲知 森本浩文       | 10月9日       |
| 第23話       | エル誘拐事件           | 桑畑絹子          | ボブ白旗          | 吉田俊司         | 鈴木彩子 森本浩文       | 10月16日      |
| 第24話       | 選ばれし者             | 山口亮太 面出明美 | 高村雄太 西村純二 | 大川原保豪       | 中本尚 清水勝祐         | 10月23日      |
| 第25話       | 荒野の追跡             | 根元歳三          | 加藤洋人          | 神保昌登         | 加藤洋人                | 10月30日      |
| 第26話       | 白い鴉                 | 面出明美          | 鎌倉由実          | まつもとよしひさ | 杉本光司                | 11月6日       |
| 第27話       | 神剣                   | 面出明美          | 西村純二 高林久弥 | 高林久弥         | ウクレレ善似郎 森本浩文 | 11月13日      |
| 第28話       | 発動                   | 桑畑絹子          | ボブ白旗          | 則座誠           | ウクレレ善似郎 森本浩文 | 11月20日      |
| 第29話       | 思いの果て             | 根元歳三          | 加藤洋人          | 筑紫大介         | 鈴木彩子 服部憲知       | 11月27日      |
| 第30話       | 開戦                   | 面出明美          | 鎌倉由実          | まつもとよしひさ | 菊永千里                | 12月4日       |
| 第31話       | マ王辞めます           | 山口亮太          | 川崎逸朗          | 吉田俊司         | 清水祐実 緒方浩美       | 12月11日      |
| 第32話       | 吹き抜ける青い風       | 桑畑絹子 面出明美 | 高村雄太 西村純二 | 神保昌登         | 小田真弓                | 12月18日      |
| 第33話       | 予期せぬ再会           | 根元歳三          | 岩永彰            | 高林久弥         | ウクレレ善似郎          | 12月25日      |
| 第34話       | 聖なる王国             | 面出明美          | 加藤洋人          | 木村崇裕         | 桂木杏 服部憲知         | 2009年 1月8日 |
| 第35話       | 叶わぬ約束             | 面出明美          | 鎌倉由実          | 浅見松雄         | 山崎輝彦                | 1月15日       |
| 第36話       | 真の力                 | 桑畑絹子 面出明美 | 加藤洋人          | 吉田俊司         | 加藤洋人                | 1月22日       |
| 第37話       | 悲しき咆哮             | 根元歳三 面出明美 | 藤原良二          | 則座誠           | 鈴木彩子 森本浩文       | 1月29日       |
| 第38話       | 帰る場所               | 面出明美          | 鎌倉由実 西村純二 | 神保昌登         | ウクレレ善似郎 緒方浩美 | 2月12日       |
| 第39話       | マた会える日を         | 面出明美          | 鎌倉由実 西村純二 | 高林久弥         | 工藤裕加                | 2月19日       |

### 関連商品

#### DVD
第1期
| 巻       | 発売日         | 規格品番   |
| -------- | -------------- | ---------- |
| 1        | 2004年10月29日 | GSTN-29201 |
| 2        | 2004年11月26日 | GSTN-29202 |
| 3        | 2004年12月24日 | GSTN-29203 |
| 4        | 2005年1月28日  | GSTN-29204 |
| 5        | 2005年2月25日  | GSTN-29205 |
| 6        | 2005年4月28日  | GSTN-29206 |
| 7        | 2005年5月27日  | GSTN-29207 |
| 8        | 2005年6月24日  | GSTN-29208 |
| 9        | 2005年7月29日  | GSTN-29209 |
| 10       | 2005年8月26日  | GSTN-29210 |
| 11       | 2005年9月22日  | GSTN-29211 |
| 12       | 2005年10月28日 | GSTN-29212 |
| 13       | 2005年11月25日 | GSTN-29213 |
| 大全集1  | 2005年12月16日 | KSTN-29001 |
| 14       | 2005年12月22日 | GSTN-29214 |
| 15       | 2006年1月27日  | GSTN-29215 |
| 16       | 2006年2月24日  | GSTN-29216 |
| 17       | 2006年3月24日  | GSTN-29217 |
| 18       | 2006年4月28日  | GSTN-29218 |
| DVD-BOX1 | 2007年9月28日  | KMAB-29001 |
| DVD-BOX2 | 2008年5月30日  | KMAB-29002 |
| DVD-BOX3 | 2008年11月28日 | KMAB-29003 |

第2期
| 巻 | 発売日         | 規格品番   |
| -- | -------------- | ---------- |
| 1  | 2006年5月26日  | KMAT-29001 |
| 2  | 2006年6月23日  | KMAT-29002 |
| 3  | 2006年7月28日  | KMAT-29003 |
| 4  | 2006年8月25日  | KMAT-29004 |
| 5  | 2006年9月29日  | KMAT-29005 |
| 6  | 2006年10月27日 | KMAT-29006 |
| 7  | 2006年11月24日 | KMAT-29007 |
| 8  | 2006年12月22日 | KMAT-29008 |
| 9  | 2007年1月26日  | KMAT-29009 |
| 10 | 2007年2月23日  | KMAT-29010 |
| 11 | 2007年3月23日  | KMAT-29011 |
| 12 | 2007年4月27日  | KMAT-29012 |
| 13 | 2007年5月25日  | KMAT-29013 |
| 14 | 2007年6月22日  | KMAT-29014 |
| 15 | 2007年7月27日  | KMAT-29015 |
| 16 | 2007年8月24日  | KMAT-29016 |

第3期
| 巻 | 発売日         | 規格品番   |
| -- | -------------- | ---------- |
| 1  | 2008年7月25日  | KMAT-29022 |
| 2  | 2008年9月26日  | KMAT-29023 |
| 3  | 2008年10月31日 | KMAT-29024 |
| 4  | 2008年11月28日 | KMAT-29025 |
| 5  | 2008年12月26日 | KMAT-29026 |
| 6  | 2009年1月30日  | KMAT-29027 |
| 7  | 2009年2月27日  | KMAT-29028 |
| 8  | 2009年3月27日  | KMAT-29029 |
| 9  | 2009年5月29日  | KMAT-29030 |
| 10 | 2009年7月31日  | KMAT-29031 |
| 11 | 2009年8月28日  | KMAT-29032 |
| 12 | 2009年9月25日  | KMAT-29033 |
| 13 | 2009年11月27日 | KMAT-29034 |
| 14 | 2009年12月25日 | KMAT-29035 |

#### BD
| タイトル                            | 発売日        | 規格品番  |
| ----------------------------------- | ------------- | --------- |
| 今日からマ王! Blu-ray BOX シーズン1 | 2013年9月27日 | KAXA-6401 |
| 今日からマ王! Blu-ray BOX シーズン2 | 2014年5月30日 | KAXA-9812 |
| 今日からマ王! Blu-ray BOX シーズン3 | 2014年7月25日 | KAXA-9813 |

#### CD
CDドラマ
- ユーリ陛下生誕記念!? 想い出のアルバム flying DOG
- これがマのつく記念日　JVCエンタテインメント

サウンドトラックCD
- 今日からマ王!オリジナルサウンドトラック  BMG JAPAN
- 今日からマ王!オリジナルサウンドトラック  日本クラウン
- 今日からマ王! O.S.T.2+D マリン・エンタテインメント

キャラクターソングCD
マリン・エンタテインメント
- 今日からマ王 キャラクターソングシリーズ vol.1 渋谷有利
- 今日からマ王 キャラクターソングシリーズ Vol.2 ウェラー卿コンラート
- 今日からマ王 キャラクターソングシリーズ Vol.3 フォンビーレフェルト卿ヴォルフラム
- 今日からマ王 キャラクターソングシリーズ Vol.4 村田健
- 今日からマ王 キャラクターソングシリーズ vol.5 フォンクライスト卿ギュンター
- 今日からマ王 キャラクターソングシリーズ vol.6 渋谷勝利
- 今日からマ王! キャラクターソングアルバム みんなのうた

ジェネオン・ユニバーサル 
- 今日からマ王! キャラソンベストアルバム 眞魔国名曲 アルバム

#### 書籍
- 『今日からマ王! 大研究』2005年12月22日初版発行（同日発売[87]）、ISBN 4-04-853928-0
- 『今日からマ王! 大研究2』2006年12月20日初版発行（同日発売[88]）、ISBN 4-04-854073-4
- 『今日からマ王! 大研究3』2009年5月28日初版発行（5月25日発売[89]）、ISBN 978-4-04-854355-2

## OVA
『今日からマ王! R』（きょうからマおう! アール）は、2007年3月に制作が発表され、同年10月より全5巻リリースされた。
スタッフ
- 原作 - 喬林知
- キャラクター原案 - 松本テマリ
- 監督 - 西村純二
- シリーズ構成 - 面出明美
- キャラクターデザイン - 工藤裕加
- コンセプトデザイン - 岩畑剛一
- 美術監督 - 小山俊久
- 色彩設計 - 松本真司
- 撮影監督 - 下崎昭
- 編集 - 松村正宏
- 音楽 - 吉川洋一郎
- 音響監督 - 高寺たけし
- 音響効果 - 倉橋静男、米原想
- プロデューサー - 田中壮明、柴田裕司、青山正人
- アニメーション制作プロデューサー - 豊住政弘
- アニメーション制作 - スタジオディーン
- 製作 - 眞魔国王立電影局

主題歌
オープニングテーマ「ロマンチック・モーニング」
作詞 - 坂本タカノリ / 作曲 - 太田タケヒロ / 歌・演奏 - THE STAND UP
エンディングテーマ「秘密のポケット」
作詞・作曲 - 坂本タカノリ / 歌・演奏 - THE STAND UP
各話リスト
| 話数 | サブタイトル               | 脚本         | 絵コンテ | 演出     | 作画監督   |
| ---- | -------------------------- | ------------ | -------- | -------- | ---------- |
| 1    | 小シマロンの少年王（前編） | 面出明美     | 西村純二 | 神保昌登 | 安田京弘   |
| 2    | 栄冠は誰がために           | 面出明美     | 西村純二 | 岡嶋国敏 | 波風立流   |
| 3    | 乾いた風                   | 西村ジュンジ | 西村純二 | 神保昌登 | 江森真理子 |
| 4    | 愛の乙女                   | 西村ジュンジ | 藤原良二 | 岡嶋国敏 | 波風立流   |
| 5    | 小シマロンの少年王（後編） | 面出明美     | 西村純二 | 吉田俊司 | 安田京弘   |

DVD
| 巻 | 発売日         | 規格品番   |
| -- | -------------- | ---------- |
| 1  | 2007年10月26日 | KMAT-29017 |
| 2  | 2007年11月30日 | KMAT-29018 |
| 3  | 2007年12月28日 | KMAT-29019 |
| 4  | 2008年2月29日  | KMAT-29020 |
| 5  | 2008年3月28日  | KMAT-29021 |

## ネットラジオ
『今日からマ王! 眞魔国放送協会（SHK）』として、アニメイトTV・マリン・エンタテインメントで配信された。配信のダイジェスト及び、新録音分を収録したDJCDが全6巻で発売された。
パーソナリティは斎賀みつき、宮田幸季、櫻井孝宏（※7回から出演、9回目からパーソナリティ）の3人。

### ゲスト
- 勝生真沙子（第03・04・19・20・43・44回）
- 高山みなみ（第03・04・19・20・43・44回）
- 井上和彦（第05・06・61・62回）
- 松山鷹志（第06・37・38回）
- 竹田雅則（第09・10・41・42回）
- かかずゆみ（第11・12・45・46回）
- 三木眞一郎（第13・14・39・40回）
- てらそままさき（第15・16・57・58回）
- 藤原啓治（第17・18回）
- 水野理紗（第21回）
- 佐々木望（第23・24・55・56回）
- 加藤英美里（第25・26回）
- 仲西環（第25・26回）
- ゆかな（第27・28回）
- くまいもとこ（第29・30回）
- 小西克幸（第31・49・50回）
- 森川智之（第34回）
- 田口宏子（第35・36回）
- 大塚明夫（第47・48回）
- 石田彰（第53・54回）
- 平田広明（第59・60回）

### コーナー
SHINMA WALKER（シンマウォーカー）
毎回日本の流行を一つ取り上げ、その流行をミッションを通じて紹介するコーナー。ミッションクリアでクリアポイントが、失敗したら失敗ポイントが累積されていくゲーム。クリアポイントが5ポイントでご褒美、失敗ポイントが5ポイントで罰ゲームが与えられる。ゲストにもクリアポイント、失敗ポイントが加算されていた。第38回目で終了した。
おトイレジンぐる
第40回目から始まったミニコーナー。水に流したい恥ずかしい過去を募集し、流してしまおうというコーナー。
眞魔国・よろず目安箱!
第40回目から始まったコーナー。お願いを募集し、それを叶えるというコーナー。
リスナーからの願いをかなえるために番組が用意した課題に挑戦し、その結果でリスナーの願いをかなえる。
支持率というポイントが設定されており、50%からスタートする。結果次第で支持率が上下するカードを引き、支持率が0になったら、連帯責任の罰ゲームが、支持率が100になれば特典がある。

### テーマソング
第一期「BACK2BACK」
第二期「Heart shaped killing emotion」
歌 - 斎賀みつき feat.JUST / 作詞 - TADD / 作曲・編曲 - 西岡和哉

## ゲームソフト

### Windows用
今日からマ王! おれさまクエスト
2006年6月23日発売

### PS2用
今日からマ王! はじマりの旅
2006年7月27日発売
今日から㋮王! はじマりの旅 プレミアムBOX
2006年7月27日発売
登場人物・声の出演（はじマりの旅）
- 渋谷有利 - 櫻井孝宏
- ウェラー卿コンラート - 森川智之
- フォンクライスト卿ギュンター - 井上和彦
- フォンビーレフェルト卿ヴォルフラム - 斎賀みつき
- フォンヴォルテール卿グウェンダル - 大塚明夫
- グリエ・ヨザック - 竹田雅則
- 村田健 - 宮田幸季
- フォングランツ・アーダルベルト - てらそままさき
- サラレギー - 石田彰

今日からマ王! 眞マ国の休日 リミテッドBOX
2007年9月27日発売
今日からマ王！眞マ国の休日（単品）
2008年2月14日発売
登場人物・声の出演（眞マ国の休日）
- 渋谷有利 - 櫻井孝宏
- ウェラー卿コンラート - 森川智之
- フォンクライスト卿ギュンター - 井上和彦
- フォンビーレフェルト卿ヴォルフラム - 斎賀みつき
- フォンヴォルテール卿グウェンダル - 大塚明夫
- グリエ・ヨザック - 竹田雅則
- 村田健 - 宮田幸季
- 渋谷勝利 - 小西克幸
- グレタ - くまいもとこ
- フォンシュピッツヴェーグ卿ツェツィーリエ - 勝生真沙子
- フォンカーベルニコフ卿アニシナ - 高山みなみ
- フォンウィンコット卿スザナ・ジュリア - 水野理紗
- ダカスコス - 松山タカシ
- ドリア - 加藤英美里
- ラザニア - 仲西環
- サングリア - 櫻井浩美
- サラレギー - 石田彰

#### 関連書籍
- 『今日からマ王！ はじマりの旅 パーフェクトファンブック』2006年9月8日発売[92]、ISBN 4-04-707224-9
- 『今日からマ王！ 眞マ国の休日 パーフェクトファンブック』2008年1月31日初版発行（同日発売[93]）、ISBN 978-4-04-707238-1

## 携帯関連の配信
2005年10月13日に携帯電話向けモバイルコンテンツが開設されて待受、着信ボイス、モバイルドラマなどのアプリがダウンロード利用できた。
モバイルドラマの配信リスト(KDDI / Vodafone端末用)
|   | タイトル                        | KDDI 機種 配信日                     | Vodafone 機種 配信日                 |
| - | ------------------------------- | ------------------------------------ | ------------------------------------ |
| 1 | 第1話「新魔王・渋谷有利」       | 2005年12月29日配信                   | 2006年2月15日配信                    |
| 2 | 第2話「魔剣モルギフ」           | 2006年2月23日配信                    | 2006年3月15日配信                    |
| 3 | 第3話「盗まれた秘宝」           | 2006年3月23日配信                    | 2006年5月17日配信                    |
| 4 | 第4話「砂漠に降る雨」           | 2006年4月20日配信                    | 2006年6月1日配信                     |
| 5 | 第5話「運命の男」               | 2006年5月25日配信                    | 2006年7月3日配信                     |
| 6 | 第6話「巡る命の果てで」         | 2006年6月22日配信                    | 2006年8月16日配信                    |
|   | タイトル                        | 配信日                               | 配信日                               |
| 1 | 第Ⅱ章 章1話「コンラッドの腕」   | 2006年9月26日 ( KDDI 機種向け配信 )  | 2006年9月26日 ( KDDI 機種向け配信 )  |
| 2 | 第Ⅱ章 章2話「禁じられた箱」     | 2006年10月19日 ( KDDI 機種向け配信 ) | 2006年10月19日 ( KDDI 機種向け配信 ) |
| 3 | 第Ⅱ章 章3話「熱闘コロシアム!?」 | 2006年11月16日 ( KDDI 機種向け配信 ) | 2006年11月16日 ( KDDI 機種向け配信 ) |
| 4 | 第Ⅱ章 章4話「さらばコンラート」 | 2006年12月21日 ( KDDI 機種向け配信 ) | 2006年12月21日 ( KDDI 機種向け配信 ) |
| 5 | 第Ⅱ章 章5話「君の名はマ王」     | 2007年2月8日 ( KDDI 機種向け配信 )   | 2007年2月8日 ( KDDI 機種向け配信 )   |
| 6 | 第Ⅱ章 章6話「絆のために」       | 2007年3月26日 ( KDDI 機種向け配信 )  | 2007年3月26日 ( KDDI 機種向け配信 )  |

2011年11月30日をもってサービス終了。
モバイルドラマとはアドベンチャーゲームで、アニメ版とは違った視点のストーリーが有料配信されていた。

## 舞台
『魔劇「今日からマ王!」〜魔王誕生編〜』2013年4月に銀座博品館劇場にて公演。
『魔劇「今日からマ王!」〜魔王再降臨〜』のタイトルで、2015年10月に全労済ホール スペース・ゼロにて第二弾を公演。
『魔劇「今日からマ王!」〜魔王暴走編〜』のタイトルで、2016年11月より全労済ホール スペース・ゼロにて第三弾を公演。
3作目は舞台オリジナル外伝。脚本・演出は菅野臣太朗（3作目は脚本協力として喬林知＆GEG）、音楽はYOSHIZUMI　が全て担当した。

### スタッフ
- 原作 - 喬林知 (角川書店刊)「今日から（マ）のつく自由業！」 / アニメーション「今日から（マ）王！」[96]
- イラスト・キャラクター原案 - 松本テマリ[96]
- 脚本・演出 - 菅野臣太朗[96]
- 音楽 - YOSHIZUMI[96]
- 企画・主催 - 総合ビジョン[96]
- 制作 - 株式会社Ask[96]
- 製作 - 魔劇「今日から（マ）王！」製作委員会[96]
- 監修 - 角川書店[96]

### キャスト
- 渋谷有利：聖也（2013年[96]、2015年[97]）、小西成弥（2016年）
- グウェンダル：兼崎健太郎[96][97]
- コンラッド：加藤慶祐（2013年）[96]、輝馬（2015年）[98]、渡辺和貴（2016年）
- ヴォルフラム：樋口裕太[96][97]
- ギュンター：寿里（2013年）[96]、小谷嘉一（2015年[97]、2016年）
- ツェリ：小野麻亜矢（2013年）[96]
- 村田健：鳥越裕貴（2013年）[96]、輝山立（2015年）[98]、反橋宗一郎（2016年）
- アーダルベルト：下村尊則[96][98]
- ヨザック：進藤学（2015年[97]、2016年）
- リック：杉江大志（2015年）[97]
- ベアトリス：千紗子（2015年）[98]
- ヒスクライフ：赤星昇一郎（2015年）[97]